# Дзіковець (Підкарпатське воєводство)
Дзіковець (пол. Dzikowiec) — село в Польщі, у гміні Дзіковець Кольбушовського повіту Підкарпатського воєводства.
Населення — 1390 осіб (2011).
У 1975-1998 роках село належало до .

## Демографія
Демографічна структура станом на 31 березня 2011 року:
|          | Загалом | Допрацездатний вік | Працездатний вік | Постпрацездатний вік |
| -------- | ------- | ------------------ | ---------------- | -------------------- |
| Чоловіки | 676     | 142                | 468              | 66                   |
| Жінки    | 714     | 143                | 420              | 151                  |
| Разом    | 1390    | 285                | 888              | 217                  |